# Inken von Platen-Hallermund
Inken Gräfin von Platen-Hallermund (* 13. Juni 1975 in Elmshorn) ist eine deutsche Vielseitigkeitsreiterin und Pferdesportfunktionärin und wurde unter ihrem Mädchennamen Johannsen Europameisterin der Jungen Reiter 1995 und 1996, Deutsche Meisterin 1998 und Vize-Europameisterin 2001.

## Leben und Beruf
Inken Johannsen wuchs als Kind des Landwirtes und Pferdezüchters Manfred Johannsen und seiner Frau Anke (geb. Plüschau) mit vier Brüdern auf dem landwirtschaftlichen Betrieb ihrer Eltern in Tornesch-Ahrenlohe auf, der seit 1925 den Reit- und Fahrverein Esingen beheimatet. Die Familie züchtet Holsteiner Pferde in vierter Generation.
Schon als 6-Jährige bekam sie Reitunterricht und übte sich als Schülerin in der Jungpferdeausbildung und im Beritt. 1994 machte sie ihr Abitur, bestand ihre Reitwartprüfung und ging anschließend für ein Duales Studium der Betriebswirtschaftslehre an die Nordakademie nach Elmshorn. Den beruflichen Teil absolvierte sie bei der Firma H. Wilhelm Schaumann GmbH in Pinneberg und wurde dort 1997 als Assistenz Marketing übernommen. 2006 wechselte sie als Assistenz Presse und Relation zur ReGe Hamburg Projekt-Realisierungsgesellschaft mbH nach Hamburg, bekam aber schon im selben Jahr das Angebot des Verband der Züchter des Holsteiner Pferdes e. V. aus Elmshorn, dort die Stelle der Jung- und Neuzüchterbeauftragten zu übernehmen. Bis 2009 übte sie diese Position aus und absolvierte berufsbegleitend ein Intensivstudium zum Sportökonom an der EBS Universität für Wirtschaft und Recht in Oestrich-Winkel. Anschließend zog sie auf den Friederikenhof nach Wangels/Kreis Ostholstein und machte sich dort mit einer eigenen Holsteiner-Zucht selbständig.

## Sportliche Erfolge
1987 kam aus der elterlichen Zucht die Holsteiner Stute Brilliante (Vater: Ricardo, Muttervater: Follywise) zur Welt und wurde 1990 von der damals 15-jährigen Johannsen eingeritten. Erst 1994 kam sie auf einem Lehrgang mit der Vielseitigkeitsreiterei in Berührung. Schon im selben Jahr belegte Johannsen auf dem Bundeschampionat in Warendorf mit Brilliante den 4. Platz. 1995 und 1996 wurde sie jeweils Europameisterin der Jungen Reiter. 1998 gelang ihr mit der Deutschen Meisterschaft in Luhmühlen der Durchbruch bei den Reitern. Trotz hoher Kaufangebote entschied sich die Amateurin Johannsen zum Behalt ihres Pferdes. Bei den Weltreiterspielen im selben Jahr in Rom stürzte sie jedoch und belegte nur den 29. Platz. Da das Pferd unter Sehnenproblemen litt, musste es fast ein Jahr pausieren, meldete sich aber 1999 mit einem 4. Platz im CIC*** in Blenheim in die Weltklasse zurück. Dennoch entschied Johannsen, zur Schonung des Pferdes auf eine Sichtung für die Olympischen Spiele 2000 zu verzichten und wurde dafür 2001 auf der Equitana in Essen mit der „Fair-Play-Trophy“ der Deutschen Reiterei ausgezeichnet.
2001 erreichte sie dann ihr bestes Ergebnis: Bei den Europameisterschaften im französischen Pau wurde sie Vize-Europameisterin und musste sich nur knapp Pippa Funnell geschlagen geben. 2004 ging Brilliante aus dem Sport. Mit ihren weiteren Turnierpferden Lamina und Geliebte konnte Johannsen zwar Siege bei verschiedenen CIC** und CIC***-Turnieren erzielen, jedoch nicht an ihre Erfolge mit Brilliante anknüpfen.

## Sportfunktionärin
Auch nach ihrem Ausscheiden als hauptamtliche Mitarbeiterin des Holsteiner Verbandes 2009 fungiert sie weiter als Beauftragte des Holsteiner Verbandes für Jung- und Neuzüchter. Unter ihrer Leitung wurden die Jungzüchter des Holsteiner Verbandes bei den WBFSH-World Championships for International Young Breeders 2011 in Frankreich, 2013 in Schweden und 2015 in England jeweils Weltmeister. Bis 2009 war sie Vorsitzende des Clubs Deutscher Vielseitigkeitsreiter e. V. und ist seitdem Mitglied der Bundesjugendleitung Vielseitigkeit des Deutschen Olympiade-Komitee für Reiterei und hat den Vorsitz der AG Nachwuchs Vielseitigkeit. Ebenfalls 2009 wurde sie Präsidentin der International Young Breeders (IYB).

## Persönliches
Inken Johannsen war dreimal zu Gast in der Harald-Schmidt-Show, am 9. Dezember 1998 (507. Folge), am 21. November 2001 (1002. Folge) und am 18. September 2002 (1136. Folge).
Sie heiratete am 19. Juni 2010 Sebastian (Erb-)Graf von Platen-Hallermund (* 1976), den jüngsten Sohn von Erik Graf und Edler Herr von Platen-Hallermund, General-Erbpostmeister von Hannover (1939–2018) und seiner Frau Henriette, geb. von Gellhorn (* 1939). Als General-Erbpostmeister hatten die Erstgeborenen der Familie der Grafen Platen-Hallermund bis 1866 einen Sitz in der 1. Kammer der Ständeversammlung des Königreichs Hannover und konnten bis 1918 die Anrede Erlaucht beanspruchen. Diese historischen Titel übertrug der Vater an seinen jüngsten Sohn.